# Bozorgmehr
Bozorgmehr-e Bokhtagan (Idioma pahlavi: Wuzurgmihr ī Bōkhtagān), también conocido como Burzmihr, Dadmihr y Dadburzmihr, fue un sabio y dignatario de la Karen, que sirvió como ministro (wuzurg framadār) del rey (shah) del Imperio sasánida, Kavad I (498-531), y este último hijo y sucesor Cosroes I (531-579). También fue comandante militar (spahbed) de Khwarasan bajo Cosroes I y su sucesor Hormizd IV (579-590). Según las fuentes de Persa y  árabe, Bozorgmehr era un hombre de "sabiduría excepcional y consejos de sabio" y más tarde se convirtió en una caracterización de la expresión. Su nombre aparece en varias obras importantes de la literatura persa, sobre todo en el Shahnameh ("El libro de los reyes"). El historiador Arthur Christensen ha sugerido que Bozorgmehr era la misma persona que Borzuya, pero los estudios historigráficos de la literatura persa post-sasánida, así como el análisis lingüístico muestran lo contrario. Sin embargo, la palabra "Borzuya" puede considerarse a veces una forma abreviada de Bozorgmehr.

## Nombre
El nombre del Bozorgmehr (que significa gran sol o uno de gran bondad) es la variante del persa nuevo del persa medio Wuzurgmihr ī Bōkhtagān, que posteriormente se transformó en  árabe como Abūzarjmehr, Bozorjmehr o Būzorjmehr. La última variante fue utilizada por Ferdowsi en el Shahnameh ("El libro de los reyes"). Etimológicamente este último es una corrupción de Burzmihr o Dād-Burzmihr, también reportado como Zarmihr. Su versión correcta era Dādburzmihr, siendo Būrzūmihr la variante original en los grabados antiguos. El nombre está atestiguado como Dadburzmihr ("dado por el alto Mihr") en un sello, un nombre teofórico que enfatiza el culto a Mihr del clan Bozorgmehrs, la Karenids. El sufijo -i Bōkhtagān es un nombre patronímico que significa "hijo de Bokhtagan", título que ostentaba el padre de Bozorgmehrs.

## Antecedentes
Bozorgmehr se menciona por primera vez en el año 498, como uno de los nueve hijos del poderoso noble Sukhra. Pertenecía a la Casa de Karen, una de las «Siete Grandes Casas de Irán», que descendía del príncipe Arsácida Karen. La familia Karen reivindicaba su ascendencia de la legendaria dinastía Pishdadian shah Manuchehr, y tenía su sede en Nihavand en Media. Tras la derrota y muerte del sha sasánida Peroz I (459-484) en la batalla de Herat, Sukhra se convirtió en el gobernante de facto de Irán. Finalmente fue derrotado y ejecutado por Kavad I, lo que provocó que la familia Karen quedara fuertemente debilitada, siendo muchos de sus miembros exiliados a las regiones de Tabaristán y Zabulistán, alejadas de la corte sasánida en Ctesifonte. En el año 496, Kavad I fue depuesto y encarcelado debido a su apoyo al movimiento mazdakita, y también por hacer ejecutar a Sukhra.

## Carrera

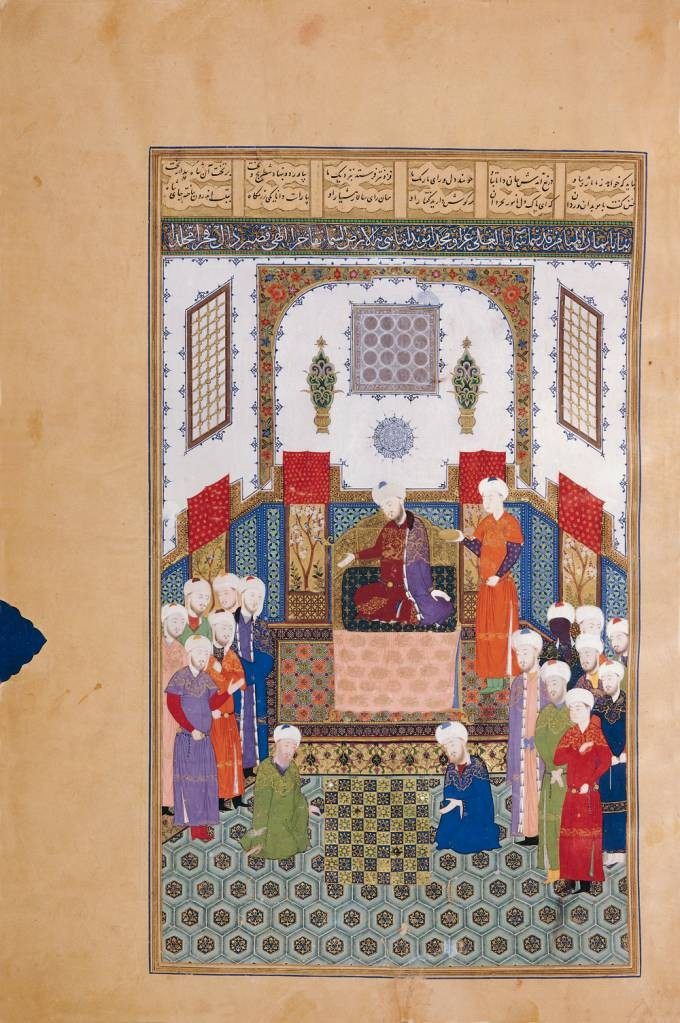
Bozorgmehr challenges the Indian envoy to a game of chess.

Después de que Kavad I recuperara el trono sasánida de manos de su hermano menor Jamasp en 498, nombró a Bozorgmehr como su ministro (wuzurg framadār). Durante su mandato, Bozorgmehr persuadió a Kavad para que dejara de gravar las frutas y el grano del campesinado. Una de las primeras referencias a Bozorgmehr se encuentra en el Aydāgār ī Wuzurgmihr, en el que se le llama argbed, un título de alto rango en los periodos sasánida y parto. Entre otras fuentes, se le menciona posteriormente en el Shahnameh y en el Ghurar de al-Tha'alibi y en Murūj al-Dhahab de al-Masudi. Durante el reinado del hijo y sucesor de Kavad I, Cosroes I (531-579), Bozorgmehr continuó como ministro del sha. Además, adquirió relevancia tras ser nombrado comandante militar (spahbed) de la kust (región fronteriza) de Khorasan (Khwarasan) por Cosroes I, quien al parecer lamentó el acercamiento de Kavad I a la familia.
Durante el reinado del hijo de Khosrow I Hormizd IV (579-590), Bozorgmehr continuó sirviendo como spahbed del Khorasan. Se han encontrado dos sellos de Bozorgmehr; en ambos, Bozorgmehr enfatiza su ascendencia parta afirmando ser un aspbed parta. (aspbed-i pahlaw). Según Ferdinand Justi, Bozorgmehr fue ejecutado posteriormente por orden de Hormizd IV. Su ejecución probablemente dio lugar a la legendaria historia del resentimiento real de la que informan en varias versiones al-Masudi, Ferdowsi y al-Tha'alibi. En las versiones de Ferdowsi y al-Tha'alibi, que vinculan a Bozorgmehr con el reinado de Khosrow I, se dice que fue perdonado por el sah, que era conocido por su imparcialidad. En la versión de al-Masudi, Bozorgmehr fue vinculado con el reinado de Cosroes II, donde no se menciona su ejecución.
Los descendientes de Bozorgmehrs continuaron activos en Irán, y uno de ellos, Adhar Valash, gobernó Tabaristán e Gorgan bajo el último sha sasánida, Yazdegerd III. (632-651). Su nieto, Valash, gobernó Tabaristán de 665 a 673.

## Obras
Bozorgmehr escribió varios tratados en persa medio. El más famoso es el Wizārišn ī čatrang (Tratado sobre el ajedrez), también conocido como el Chatrang Nama (Libro del ajedrez).  Así como; Ayādgār ī Wuzurgmihr ī Bōxtagān, Ketāb al-Zabarj (la versión original un comentario sobre la Astrológica de Vettius Valens), Ketāb Mehrāzād Jošnas (Libro de Mehrāḏar Jošnas) y el Ẓafar-nāma (Libro de la Victoria, un libro escrito en persa medio, que fue traducido al persa nuevo por Avicena.